# کوه هوامپو
کوه هوامپو (به اسپانیایی: Huampo) یک کوه در پرو است که در Peru, Ancash Region واقع شده‌است. کوه هوامپو ۴٬۰۰۰ متر بالاتر از سطح دریا واقع شده‌است.